# NASTRAN

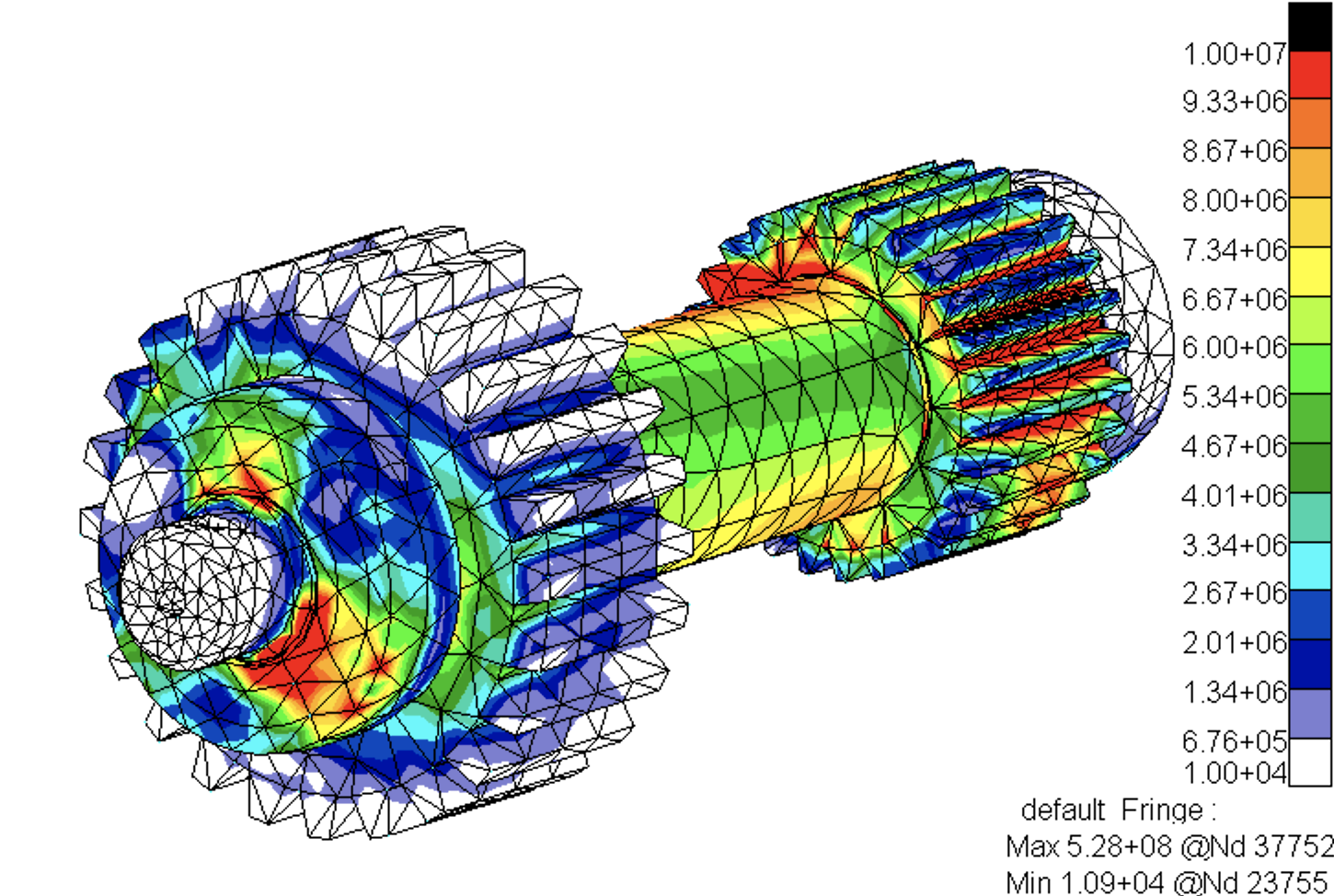
Anàlisi estructural d'anàlisi d'elements finits (FEA) de conjunts d'engranatges, pro, claus i coixinets mitjançant MSC Nastran d'Hexagon.

NASTRAN és un programa d'anàlisi d'elements finits (FEA) que es va desenvolupar originalment per a la NASA a finals de la dècada de 1960 amb el finançament del govern dels Estats Units per a la indústria aeroespacial. MacNeal-Schwendler Corporation (MSC) va ser un dels desenvolupadors principals i originals del codi NASTRAN disponible públicament. El codi font de NASTRAN està integrat en una sèrie de paquets de programari diferents, que són distribuïts per diverses empreses.

## Història

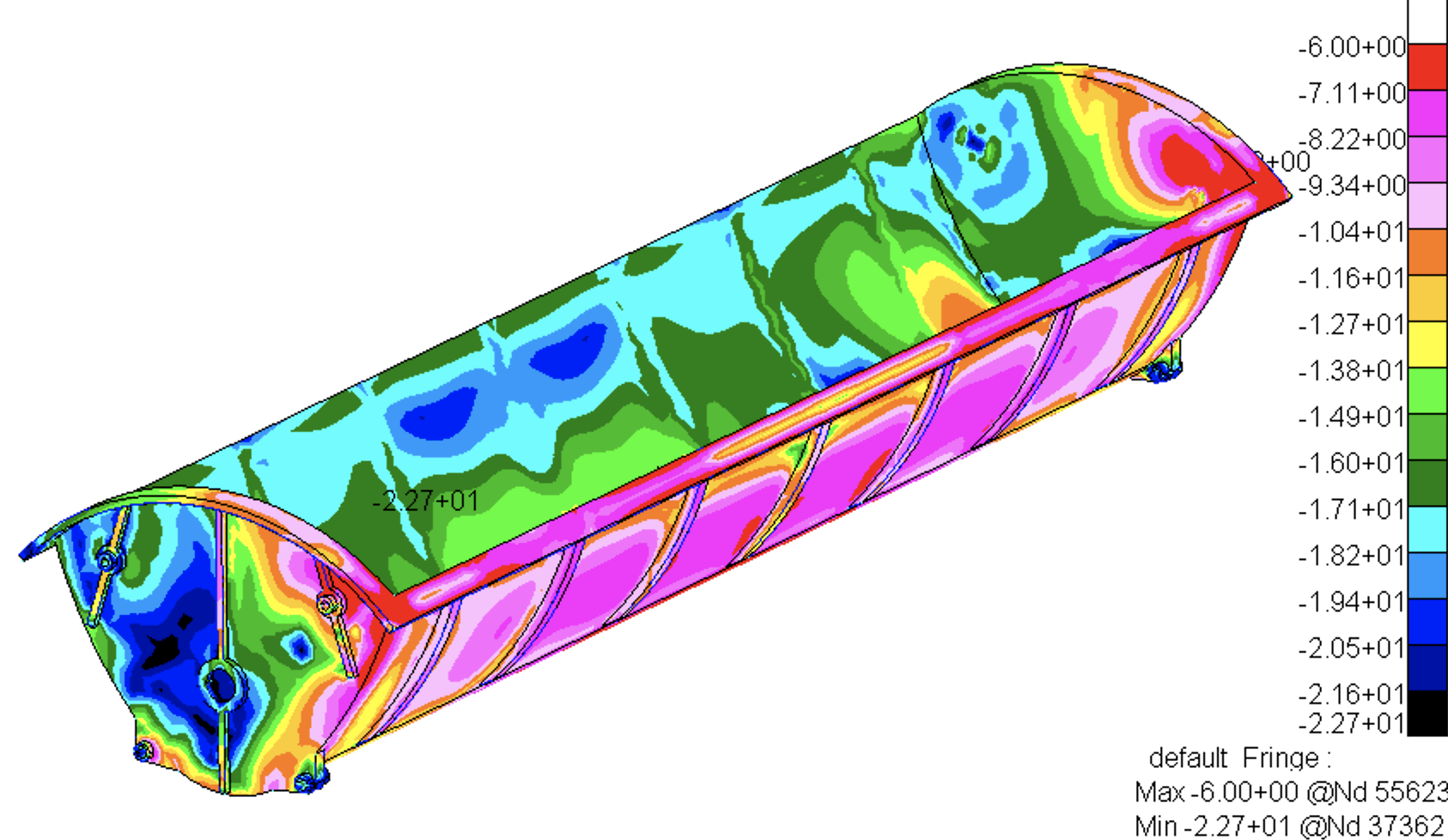
Resultats de simulació d'anàlisi d'elements finits (FEA) mitjançant el programari MSC Nastran d'Hexagon. Càlcul de la fatiga o de la vida restant esperada de l'estructura.

La revisió anual de 1964 del programa d'investigació de la dinàmica estructural de la NASA va revelar que els centres de recerca estaven desenvolupant per separat programari d'anàlisi estructural que era específic per a les seves pròpies necessitats. La revisió recomana que s'utilitzi un sol programa de programari genèric. Com a resposta, es va formar un comitè ad hoc. El comitè va determinar que cap programari existent podria complir els seus requisits. Van suggerir establir un projecte cooperatiu per desenvolupar aquest programari i van crear una especificació que descrigués les capacitats del programari.

## Arquitectura del programari
NASTRAN està escrit principalment en FORTRAN i conté més d'un milió de línies de codi. NASTRAN és compatible amb una gran varietat d'ordinadors i sistemes operatius que van des de petites estacions de treball fins als superordinadors més grans.
NASTRAN va ser dissenyat des del principi per constar de diversos mòduls. Un mòdul és una col·lecció de subrutines FORTRAN dissenyades per realitzar una tasca específica — processar la geometria del model, muntar matrius, aplicar restriccions, resoldre problemes de matrius, calcular quantitats de sortida, conversar amb la base de dades, imprimir la solució, etc. Els mòduls estan controlats per un llenguatge intern anomenat Direct Matrix Abstraction Program (DMAP).
Alguns dels codis de seqüència de solució més comuns són:
- 101 - Estàtica lineal
- 103 - Modal
- 105 - Vinclament
- 106 - Estàtica no lineal
- 107 - Valor propi complex directe
- 108 - Resposta en freqüència directa
- 109 - Resposta transitòria directa
- 110 - Valor propi del complex modal
- 111 - Resposta en freqüència modal
- 112 - Resposta transitòria modal
- 129 - Transitori no lineal
- 144 - Anàlisi aeroelàstica estàtica
- 145 - Fimbrament/Anàlisi aeroservoelàstica
- 146 - Anàlisi aeroelàstica dinàmica
- 153 - Estàtica no lineal combinada amb transferència de calor
- 159 - Transitori no lineal acoblat amb transferència de calor
- 187 - Mètode d'anàlisi del disseny dinàmic
- 200 - Optimització del disseny i anàlisi de sensibilitat
- 400 - Estàtica i dinàmica no lineals (implícita) (MSC. Natiu de NASTRAN, substitueix els 106, 129, 153 i 159 - part de MSC. NASTRAN)
- 401 - Estàtica no lineal, dinàmica, longitud d'arc, modal, etc. (Simcenter Nastran, abans NX Nastran)
- 402 - Estàtica i dinàmica no lineals (implícita) (SAMCEF basat per a NX. NASTRAN)
- 600: Estàtic i dinàmic no lineal (implícit) (front end a MSC. Marc - part de MSC. NASTRAN)
- 601: No lineal implícit (ADINA per a NX Nastran, ja no estarà disponible a NX NASTRAN a partir del 2020)
- 700 - Explícit no lineal (LS Dyna més MSC. Dytran - part de MSC. NASTRAN)
- 701: Explícit no lineal (ADINA per a NX Nastran, ja no està disponible a NX NASTRAN a partir del 2020)